# Sarona alani
Sarona alani är en insektsart som beskrevs av Asquith 1994. Sarona alani ingår i släktet Sarona och familjen ängsskinnbaggar. Inga underarter finns listade i Catalogue of Life.